# Guido Vildoso Calderón

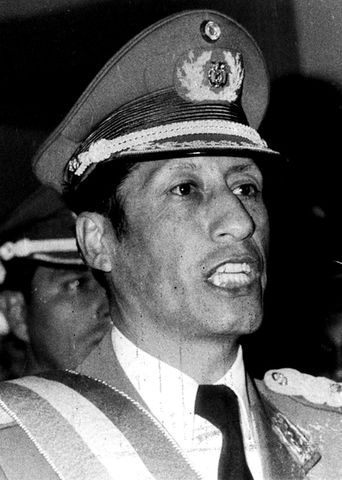
Guido Vildoso Calderón

Guido Vildoso Calderón (* 5. April 1937 in La Paz) ist ein bolivianischer General, der vom 21. Juli 1982 bis 10. Oktober 1982 der 70. Präsident der Republik Bolivien war.
In der Militärhochschule machte er einen Abschluss und wurde Dozent an derselben. Seine weitere Spezialisierung erfolgte in den USA, in Panama und Brasilien. Danach machte er Karriere in der bolivianischen Armee. Während der Militärdiktatur von Hugo Banzer Suárez war er Minister für Gesundheit und Sozialvorsorge.
Sein Vorgänger im Amt war Diktator Celso Torrelio Villa. Nach dessen Rücktritt wurde er von einem Gremium der Streitkräfte als Staatschef ernannt. Während seiner dreimonatigen Amtszeit stellte General Vildoso die Demokratie in Bolivien nach jahrelanger Militärdiktatur wieder her. Er war somit der letzte De-facto-Herrscher der Republik Bolivien. Sein demokratisch gewählter Nachfolger wurde Hernán Siles Zuazo.
Heute (Stand 2013) lebt er als Privatier in Cochabamba. Am 19. März 2013 wurde er gemeinsam mit den weiteren lebenden Ex-Präsidenten Boliviens von Evo Morales eingeladen, um eine gemeinsame Strategie zur Rückgewinnung eines souveränen Meereszugangs zu besprechen. Er übernahm in der Folge jedoch keine aktive Rolle.